# ファインブランキング
ファインブランキング（Fine Blanking）とは、塑性加工による全剪断、ニアネットシェイプ加工向けの工法の一種。略して「FB」ともいう。

## 歴史
1922年にスイスで開発された精密プレス加工技術で、タービンのブレードを切断する仕事を担当したスイス人のフリッツ・シーツ氏が職場にあったプレス機を改造しFB技術の開発に取り組み、試行錯誤の末、多くの人手を使わなくても平滑な切り口をワンストロークで得ることに成功したのが発祥。
その後、1959年にはスイスで初の量産向けメカニカルファインブランキングプレス機第一号機が誕生し、スイス・ファインツール社によりァインブランキングプレスが一気に世界中に展開されることとなる。
現在では、ファインブランキング技術の応用により、エンボス、半抜き、バーリング、座ぐり、面取り、つぶしなどを随所に取り入れた板金複合加工が可能となり、ミシンや時計、カメラなどの精密機構部品から自動車部品、さらに医療や航空宇宙、建設機械部品のニアネットシェイプ加工を可能とする技術へと進化を続けている。

## 概要
被加工材（おもに薄板の金属板）に高精度な打ち抜きせん断（や副次的に曲げ加工、絞り加工といった複合加工）を行う工法であり、材料を加工直前に金型内でパンチ・ダイス・エジェクターで拘束し、静水圧効果（材料中に均等な高い圧力を発生させる）により金属の変形能を高めた状態で打ち抜くことにより、平滑な全せん断面やμm単位の加工精度を得ることが出来る加工方法。
金型に高度な精度と制御が要求され、汎用プレス機では加工できない為、複動油圧装置を配置したファインブランキングプレス専用機と専用金型が必要となる。

## 用途
厚板を精密で全剪断の加工面を形成できる板金加工工法である事から、シートリクライナーなどの自動車向け高精度機能部品や、医療用器具、航空機部品などの製造に採用されている。